# 大翻译运动
大翻译运动是2022年俄罗斯入侵乌克兰期间出現的一场网络群体运动，通过翻译中国互联网的舆论内容，以展现部分中國群众親俄、反美、反日等中国民族主义、极端民族主义和排外主義立場，以及中国部分城市在清零政策下的负面社会景象，“促使海内外华人从中国大陆的假新闻以及政治宣传中脱离”。3月17日，大翻譯運動官方推特称其目的不是抹黑，而是忠實地翻譯「謊言」，使人們“覺醒”、让中国走向“自由民主”、“宪政”。中国大陆媒体則普遍認為這場運動是通过「片面」截取中文社交媒体上一些过激言论，从而故意抹黑中國。《卫报》指出大翻译运动已经成为英语国家了解中国共产党和中国官媒对俄罗斯入侵乌克兰的态度及评价的信息来源。

## 起源
大翻译运动最早起源于Reddit论坛的数个中文子板块之间，其参与者呼吁将中国互联网上的支持俄羅斯入侵的言论翻译并发布到外国平台，以“期望可让更多国家的人知道，中国人不是如同官方大外宣般地热情、好客、温良；而是自大、民粹和毫无同情心”。他也表示希望那些人能“真正和文明社會融為一體，為自己的愚昧而感到羞恥”。
2022年俄罗斯入侵乌克兰开始后，環球網、央視新聞、環球時報、人民日報等中國官媒因報道手法而受到質疑，例如入侵开始当天，共青團中央在影音平台bilibili官方帐号发布内容为中文普通话版苏联歌曲《喀秋莎》视频，被解读為對戰爭的「娛樂化操作」甚至是对俄方行动表达支持。入侵前兩日，《新京报》所属國際栏目「世面」疑似不慎將有关入侵相关内容的审查准则内部通告當成新闻稿在官方微博公开發布，其中要求限制發布「對俄不利」和「親西方」的內容等。民間輿論也受到廣泛關注。据美国之音的报道，全面入侵爆发初期，中國社交媒體出現了大量争议性言论，當中有不少支持俄羅斯的入侵行为、認同俄羅斯之立场的言論，或讚揚俄羅斯總統普京为敢于挑战西方的英雄人物。中國輿論場中也有部分反對戰爭的聲音，然则遭到強烈攻击，並被社交平台屏蔽或刪除。不少報導都認爲只有「挺俄」言論最終被留在了中國的輿論可見圈中。

## 具體事件
大翻译运动一般被认为是一种去中心化的运动，其翻译的内容多种多样，不仅仅局限于下文中提到的内容。

### 俄羅斯入侵烏克蘭
自2022年2月起，有网民翻译中國網路中含有性騷擾、物化女性意味的“接收、進口、收留烏克蘭美女”等言論。有報導指出，這些戲謔戰爭的言論被傳播至境外，引發了烏克蘭的反華浪潮，危及當地華人的安全；更有網民借戰事宣扬武力統一台灣。
3月2日，发起大翻译运动的子版块之一r/chonglangTV（冲浪TV）被Reddit以“曝光他人隐私”为由而解散。接受采访的该社群成员称，他们曝光一位自称运用权力拒绝了近期通过SWIFT从上海往乌克兰汇款以阻止中国人捐助金钱予乌克兰的中国金融业微博用户的身份信息，或许与之有关。然而，解散的理由受到了关注人士的质疑。有部分网友认为，“曝光他人隐私”只是表面理由，而实质原因是中国政府的长臂审查。3月6日微博发布公告稱：「近期，國際熱點事件引發熱議，站方重點加大對「烏克蘭美女」等低俗惡搞、調侃戰爭等不良言論的治理，同時對相關內容進行了細緻的溯源核實。經站方嚴密排查，發現了平台上重要的傳播節點、規律和關鍵帳號。」開始出手封禁極端排外言論。另外，微博表示為避免有心人士再操作言論，將會展示用戶發文所在地。
3月16日，「大翻譯運動」官方推特繼續發佈了一條中國网民討論烏克蘭女兵、著名演員保家衛國而陣亡的貼文，許多中國人宣稱要以開香檳等方式慶祝。「大翻譯運動」表示中國人似乎忽略了戰爭本身的殘酷。
3月28日，大翻译运动发布了其“在中国境内取得的成果”（第一期），称多个大翻译运动的原始素材（過激言論）在中国境内被销毁，極端民族主義的帳戶被封，包括教委通知各校停止俄乌局势备课工作，教導和平與正確的價值，日本地震相关视频内大量弹幕评论被删除，僅剩下祈福與日本加油等同情言論，“大翻译运动”视频內容的消失以及多地学校开始要求禁止外传部分党宣活动内容，并声称这些是“对大翻译运动最好的鼓励”，要继续“坚持大翻译运动精神，让世界听见中国声音”。

### 2022年3月上海市疫情
在上海封城后，大翻译运动报道翻译了封城期间的乱象以及部分中国官员对中国共产党处理新冠疫情的积极评价，其内容不再局限于互联网。其中较为受关注的有外交部发言人赵立坚“能够在抗击疫情期间生活在中国，你们就偷着乐吧！”的言论以及防疫人员将宠物狗殴打致死，仅因为其主人被检测出阳性的场面。此外，大翻译运动还开始翻译一些中国政府以防疫为名控制中国人民的政策，如4月10日，大翻译运动翻译了北京市某小区“奥威尔式”的管制疫情相关言论的指令。

### 哥倫比亞大學拒絕入學案
2022年4月中旬，傳出有一位中國留學生考上了哥倫比亞大學後，在微信上用中文放話「要買槍轟殺美國人」，結果「大翻譯運動」將消息傳到哥倫比亞大學，對此大學查核該生行為，並親自對學生發信教育「有鑑於近期紐約發生的悲劇」，指出校方十分重視安全問題，「在微信上的言論是不符合校方的期待，也是個不能被容忍的行為。」，並告知因他自己的行為，學校不得不將其除籍。中國一些留學資訊評論也強調，學生要有正確的價值觀謹言慎行，任何時候都不應發表「涉恐」言論。

### 安倍晉三遇刺案
安倍晉三遇刺案发生后，大翻译运动对中国大陆部分网民幸灾乐祸的言论进行了翻译。

### 梨泰院踩踏事故
梨泰院踩踏事故發生後，韩国驻华大使馆自10月28日起的贴文被部分中国网民留言祝贺。有关贴文在大翻译运动下在Reddit传播，并在Twitter引起了韩国网民的批评。一些网民將其與安倍晉三遇刺时中国民间的反应相提并论。

### 其它
2022年3月19日，品葱在首页开设“大翻译运动”专区，并发布“运动区规则”，鼓励用户在保证个人安全的情况下将截图散播至外国观众。这导致了品葱网遭到来自中国共产党进一步的攻击。
4月1日，“大翻译运动”官方推特发文称，“良心比初心更可贵”，“长江黄河不会倒流，大翻译的浪潮绝不回头”。其以虚构的“日人民报”身份针对海外网的反对意见做出了回应，指责当局管理境内法西斯言论的失职，境外的反华情绪也是中国政府自己引起的。除此之外，文章中还讽刺了中国大陆对中共中央总书记习近平的个人崇拜，为应对2019冠状病毒病而采取的过度的核酸检测及动态清零政策等。
4月2日，大翻译运动的官方推特账号被推特官方限制访问一段時間。4月3日19:00，大翻译运动的官方推特账号发表声明称，推特账号的限制访问被解除，尽管遇到了很多困难，但不会退缩，要“用竖起的中指笑对社会主义的铁拳”。
中国国民党前主席洪秀柱参访新疆称，新疆曾经因为恐怖主义而危险，但现在很安全。其发言被大翻译运动翻译。
7月28日凌晨1时许，推特公司以“违反推特规则”为由冻结了大翻譯運動的官方推特帳號，隔天下午凌晨2时30分左右账号恢复正常，7月30日，大翻譯運動的推特帳號对此事做出了回应。另外据中央社报道，账号被凍結前，帳號曾翻譯前環時總編胡锡进主張中國派軍機伴飛裴洛西訪台專機的文章。
8月9日，大翻译运动官方推特账号成为推特认证账号（目前已取消蓝标认证）。

## 后续事件
據香港《南華早報》報道，一些會中文的烏克蘭人把大量有關俄烏戰爭最新情況的外語資料翻譯成中文在中文社交媒體上發佈，以對抗傳播假消息的宣傳戰。
2022年6月，中共國安部門進行了「封網行動」，逮捕了約40名參與大翻譯運動的大陸義工。此外，來自香港的運動編輯Tam因擔心安全問題，於2024年3月逃離香港，前往美國尋求政治庇護。Tam在舊金山機場被扣留後，被關進洛杉磯縣的移民監獄。在海外民運及香港人權團體的關注與幫助下，他於本2024年8月26日獲得保釋。

## 各方反应

### 正面评价
据自由亚洲电台报道，中国异议人士龚与剑称中国共产党的内外宣传有明显区别。在内部的影响下，部分中国人已变得不友好、不理性，以至于对战争的认识出现问题。而大翻译运动则借此将原本面向中国国内的宣传暴露给了国际社会。他认为大翻译运动是一种非常先进的颠覆形式。这一说法得到了台湾民主实验室理事长沈伯洋的赞同。
据全球之声报道，作家长平认为大翻译运动攻击的对象并不是中国人，而是一个生产大量爱国“僵尸”以及小粉红的宣传机器。前中共中央党校教授蔡霞指出，大翻译运动“揭露中共极权意识形态毒害中国人”，并提醒全世界各国警惕中国共产党大外宣制造虚假信息，误导公共舆论空间。另一些人认为大翻译运动给中国审查工作构造的两难的局面：如果禁止小粉红的言论，那中国共产党会失去一部分支持者；如果默许，则相当于赞成这样的言论。
据中国数字时代报道，推特网友“柳嘉宛Svetlana”就官方媒体批判“大翻译运动”发布有关感想。柳嘉宛Svetlana指出，在国内，屠美灭日、俄军留地不留人的言论往往没有被国内社交媒体删除。而批评防疫政策，批评杀猫杀狗，关注铁链女，关注家暴的言论却会面临删帖封号的可能。发表涉及政治的言论甚至会有人身危险。这说明，对于（中国）共产党来说，前者是被允许的言论，因此不存在极端一说。柳嘉宛Svetlana表示屠美灭日、俄军留地不留人这样极端言论事实上很符合党的言论审查标准。
大纪元称大翻译运动是“拒绝被中共洗脑”的行为。据大纪元时报报道，部分民主人士称赞大翻译运动可以揭露中共在国内制造的假话与煽动性言论，让西方社会主流民众看见，是有意义的。
國立政治大學國際關係研究中心研究員宋國誠認為，人性病態並非中國文化長期積累而成的素質，因為中國文化向來抱持悲天憫人、人溺己溺的思想，而是中共「靈魂改造工程」所鑄造出來的「非人性樣本」，這是一次「陽光消毒」的反洗腦與反認知作戰，當暴力藏在單一語言內，其暴力形式是內隱的、暗藏的，其暴力施行者是隱匿的鍵盤殺手，但經過跨語際、跨國境的「轉譯/外爆」之後，就會產生一種俗稱「見光死」的「去暴」效應，通過對「原文暴力」的再現，達到對暴力的消解和反制。並稱讚為對中文圈「一場深具意義的價值甦醒與文化聖戰。」
据美国之音报道，芝加哥大学政治学教授杨大利称大翻译运动可以对中国国内一部分人的极端言论起到震慑作用，并且可以让发出其以自我批判的角度看待一些事情，可能有一定的积极作用。此外，环球时报这类指控文章的出现是有着经济利益的驱动，杨大利在声明中说，“发起这些攻击的人不是中国的政府官员，我把这些人叫做民族主义创业者（nationalist entrepreneurs ）。他们找到了用中国网络上的愤怒情绪来赚钱的方式。”美国之音指出在中国国内也有一定的民意支持。有网民在环球时报文章下发表“不怪自己那帮脑残，怪外面传播？”“没有鸡哪有蛋，不说混帐话不就好了”这样的言论，并获得高赞。
大翻译运动也得到了一部分小粉红的支持。据中国数字时代报道，有部分持民族主义立场的网民认为大翻译运动反映了中国国内的民意，填补了外宣的不足，“是免费的大外宣”。
日本记者兼作家矢板明夫指出，大翻译运动暴露了中国当局的两面性，并取得了意想不到的结果。大翻译运动将中国官方报导翻译成外文的做法并不违法，中国当局无法删除外国网站上的帖子；可以说，大翻译运动是对抗獨裁統治的明智策略。
新唐人电视台世界的十字路口栏目的主持人唐浩认为大翻译运动对全世界至少带来几个正面作用：揭穿中共假面外交与“平行世界”陷阱；警惕国际社会 中共无法信任；曝光中共对人民的思维灌输与言论操控；民间自发 跨国集结 反抗中共暴政。
美国加州民运人士黄建斌称大翻译运动“是击碎中共言论审查的一把利器”，并号召民众参与大翻译运动。
自由时报的投稿評論中指出大翻译运动让中国共产党的审查机制“掉入「不控评就是大翻车，一控评就是大翻译」的两难”，并称赞大翻译运动去中心化、年轻化、与时俱进的特点是“中国（中华人民共和国）反共圈的蜕变”，“给反共群体一张新的面孔”。
德國之聲採訪海外律師時表示，“这起事件虽然主要是一些网民的言论，但也会间接影响中国政府的形象。中国政府若不加以妥善处理，对中国政府的国际形象也是不利的。”
德国日报认为，这场运动揭露了中国政府虽然在对外宣传中把自己塑造为一个可爱的熊猫国家，但自己的人民却用民粹主义言论把西方塑造成威胁。日报还认为，中国越来越严格的审查制度，不断遮掩自身社会的所有阴暗面，这些都和中共中央总书记习近平的世界观有关。

### 负面评价
海外网認為大翻译运动是參與者片面截取中文社交媒体上一些过激言论，不仅引起中国国内网民激烈争辩，部分翻译内容诱导外国讀者反华。
環球時報署名王强的文章指出大翻译运动背后有美国之音、自由亚洲电台、民进党的“1450网军”等机构參與，称是一齣“闹剧”，其本质还是“和平演变”，“在舆论斗争即文化建构中的标签化、长期交往中的污名化、历史叙事中的虚无化，自内向往散布诱导民间仇恨对立的一套。”对此，大翻译运动参与者通过自由亚洲电台回應其并不是反华势力，且期望中国走向“自由”、“民主”、“宪政”，並且還通過大翻譯運動官方推特反指環球時報等官媒片面翻译外国的负面新闻和俄罗斯假新闻，向中国读者灌输军国主義思想，扼杀和平主义者的声音。
中國網信辦認為網上發表的調侃烏克蘭女性的貼文是來自「台灣帳號」，是「台灣透過大陸輿論場配合，讓涉烏克蘭惡俗言論成為重大負面輿論」，暗示大翻译运动可能有自导自演的成分。
中国社会科学院法学研究所研究员支振锋在環球時報發文，认为大翻译运动是在「专注恶意抹黑中國」。
中国艺术研究院副研究员孙佳山在環球時報发文稱“大翻译运动是敌对势力发动的对华认知战”，“接收、进口、收留乌克兰美女”等言论是通过“双簧”“苦肉计”，“饭圈控评”等卑劣手段故意炒作而来，并精挑细选其中远没有任何政治代表性的激烈、极端言论进行多语种翻译，从而达到假借公共外交绑架政府外交的阴暗目的。
中央团校青少年思想政治教育教研部副教授丛培影发文称，“大翻译运动”在使用不同语言的人群中制造矛盾，播种仇恨，违背了“翻译”的初衷，是一场新型的舆论斗争。他表示，要采取战略上藐视，战术上重视的斗争策略，主流媒体要借助事实呈现和数据支撑，对以偏概全、歪曲事实的言论进行有力驳斥和还击。在民间层面，要发挥爱国家、有情怀的海外留学生群体外语好、掌握跨文化传播技巧的优势，正面传递客观、理性声音，在全球范围内塑造一个可信、可爱、可敬的中国形象。
中国传媒大学港澳台与世界事务研究中心研究员，中国海峡研究院（香港）理事长雷希颖发文称，“大翻译运动”成员是典型的境外反华人群，持反共、反中的极端立场，长期发表‘屠支’、‘蜘蛛切’、‘核平中国’等极端言论，受CIA、美国民主基金会及其他反华力量驱使。他表示，对大翻译运动，可以依托海外爱国华侨，就地以当地法律为武器，展开线下斗争。 要通过强化对国内网民的认知塑造，提高大家的警惕意识，降低此类事件在境内炒热的可能，加强对境外账号在境内活动的管理，提高炒作言论的成本，降低反串的风险。他表示，此类言论在日本、韩国、西方民众中也有，应当通过以民间力量对抗民间力量的形式进行对等处置。他还表示，“大翻译运动”是老调新唱的一种反华舆论运动，是中国大陆提升自身在舆论领域的国际博弈实战能力的最佳陪练。
中国日报发文称，大翻译运动是西方反华势力所制造的“话语陷阱”的一部分。指责大翻译运动“从来不去想化解矛盾、缓解冲突”，反而“变本加厉、火上浇油”，“其行可憎、其心可诛”，称大翻译运动对中国政府和中国人民的善意、善心、善举置若罔闻，把一些网民的过激言论上升到整个国家、整个民族的层面，炒作手段之拙劣令人惊愕，险恶用心昭然若揭，只能引起全世界热爱和平人们发自内心的厌恶、唾弃。还声称在2022年俄羅斯入侵烏克蘭问题上“中国的立场与国际社会大多数国家并无二致。”
复旦大学新闻学院教授汤景泰表示，大翻译运动专注于将极少数网民的极端言论搬运至境外社交媒体，虽然其参与者声称反种族主义，但实质上仍有明显的种族主义色彩，其危害不容小觑。其还表示，通过国际协作，加强对仇恨、歧视言论与虚假信息的治理，理应成为未来互联网全球治理的重要内容。

### 争议
据德国之声报道，有北美华人对此运动表示怀疑，认为对于部分华人极端言论的曝光会加剧对亚裔人士的仇恨。亦有观点认为该运动过于偏颇，其他国家和地区的人在网络上也有性别歧视、偏激、好战言论。还有观点认为“家醜不可外扬”。不应该翻译这些言论。对此，ChongLangTV社群成员在德国之声的采访中表示不担心因此引起其他国家的人仇恨亚裔，其认为「文明世界的人们是具备逻辑思考能力的，会将个人与群体区分开来看待，只要个人行为表现出较高的文明程度，那么其他国家的人会非常乐意与之交往」。也有在外华人认为发现问题就要揭露，关注中国共产党控制下的极端言论的问题的意义要比对华人社区造成的影响大。亦有网民认为谴责网络上的极端言论和谴责对亚裔进行仇恨犯罪的人并不矛盾。此外，法轮功学员创办的大纪元时报引述专家分析认为大翻译运动可以保护海外华人，因为其可以让西方人区分中国与中共，中国人与中共官媒，从而明白中共舆论操纵下的观点不代表海外华人的观点，这样海外华人就会安全。

### 其他觀點
美國有線電視新聞網引述媒體專家指出，被翻譯的帖文並沒有表现出中國公眾的整體真实觀點，反而是似乎有意选出有一部分在中国网络舆论中具有「震撼價值（Shock Value）」的言论（如极端言论等）进行翻译并发布，以此来达到其宣传目的。但对于曝光中国媒体圈中的部分元素仍有积极作用。同时引述的专家指出在中国社交媒体上获得关注的帖子必须考虑到其高度审查的环境，在这种环境中，民族主义的声音如日中天，而自由主义的声音在很大程度上受到审查和压制。文中同时指出有批评人士指责“该組織发布的推文中本身就具有偏見，例如將中國與納粹德國進行比較”。
美国商业内幕的一篇文章认为该运动虽然有助于突显中国亲俄反西方的观点，但同时告诫读者不要过度依赖網絡上的情緒及言論來定奪中國人的真实想法。
香港媒體端傳媒對此運動評論認為，這是一場去中心化網路行動，讓持不同政見者能「鸚鵡學舌」，揭露中國宣傳的虛假面貌，並讓宣傳惡化的環境曝光。運動除了揭露極端思想，也顯示中國宣傳系統對錯誤言論的危害性的認識。然而，有网友不認可此運動，擔憂這可能加劇海外中國民運人士的處境，另一些人支持運動，認為這是對抗中國宣傳的最佳方式。
另外，德国之声注意到，在台灣事實上也有類似调侃乌克兰女性的事件。該報指出在PTT實業坊中，就有發現網民表示戰爭開始後可以收留、迎娶烏克蘭女性，并強調“肯定可以生个2胎以上，還能搶救生育率，大家是否要存钱娶烏克蘭女了？”
上海外国语大学中国国际舆情研究中心助理研究员李晓蒙认为，大翻译运动虽然有“去中心化”的模式，但主要还是以“The Great Translation Movement大翻译运动官方推号”为首的账号在发布翻译信息，每条点赞和转发数虽多，但大部分人不会自己参与翻译，评论相对较少，评论中的互动也少，所能起到的实际社会影响可能是极小的，并且在翻译过程中进行了刻意选取和夸大。
澎湃新闻在《拆解“大翻译运动”》一文中通过大数据技术对此运动进行调查，发现参与者多为小规模账户，但发布的消息中有超过65%呈批判、辱骂、不友好等负面态度。这些账号普遍关注持批判态度的媒体或个人，且在翻译内容中存在精确度与完整度不符的情况。文章指出缺乏专业能力的参与者使得该运动的影响力局限于少数圈子中，且内部存在关于翻译材料客观性的争议。中国数字时代称与以往大陆媒体的相关报道不同的是，“这篇由‘澎湃明查’栏目发表的文章对于‘大翻译运动’的起底、分析、评价更为详细，更像是一篇知识普及文，围绕着‘大翻译运动’的活跃账号进行曝光，甚至让一些‘反华名单’、‘反华言论’足以直接在“墙内”得到呈现，也被不少“墙外”网民调侃为‘变相宣传’、‘反向引流’。”自由亚洲电台也表示该文起到了“变相宣传”的作用。